# Origine del granito
L'origine del granito è stata per molti decenni fonte di controversie e accese discussioni fra molti studiosi di geologia.
Le due tesi discusse sono:
- origine del granito e delle rocce intrusive acide ad esso affini per consolidamento di un magma, intruso allo stato almeno parzialmente fluido in rocce preesistenti ("magmatisti");
- principali intrusioni granitiche prodotte da una trasformazione metasomatica di rocce preesistenti, avvenuta essenzialmente allo stato solido ("trasformisti").

La prima tesi, attualmente più diffusa, continua tuttavia ad essere negata da alcuni studiosi. Magmatisti e trasformisti portano diverse prove a sostegno delle loro idee.

## Intrusioni granitiche di due tipi
Le intrusioni granitiche possono dividersi in due grandi gruppi.
I graniti del primo gruppo hanno limiti netti con le "rocce incassanti" (cioè le rocce più antiche entro cui sono intrusi), le quali mostrano una chiara aureola metamorfica di contatto; la transizione tra granito e roccia incassante avviene in pochi metri, anche nel caso di corpi intrusivi di notevoli dimensioni, e si può seguire per grandi distanze. La giacitura di questi graniti è inoltre nettamente discordante rispetto alla tettonica generale delle rocce incassanti.
Per tutti questi motivi i graniti in massicci circoscritti, o graniti diapirici, vengono quasi concordemente ritenuti di origine magmatica, intrusi in rocce appartenenti ai livelli superiori della crosta terrestre subito dopo i principali cicli orogenici; di conseguenza la loro formazione è avvenuta indipendentemente da azioni tettoniche, e vengono detti graniti post-tettonici.
I graniti del secondo gruppo hanno invece limiti molto meno netti rispetto alle rocce incassanti: il passaggio avviene attraverso una larga fascia di migmatiti, o rocce miste, costituite in parte da materiale granitico e in parte da residui di rocce preesistenti, intimamente mescolati; le rocce incassanti mostrano le tracce di un forte metamorfismo regionale, evidente anche negli stessi graniti, che spesso hanno tessiture gneissiche. Questi corpi intrusivi sono inoltre generalmente concordanti, a grandi linee, con le strutture tettoniche delle rocce incassanti e sono pertanto detti "graniti concordanti".
Questi graniti si sono formati probabilmente in regioni profonde della crosta terrestre, contemporaneamente a deformazioni orogeniche (graniti sintettonici), per iniezione di magma e cristallizzazione sotto pressione orientata (secondo i magmatisti), oppure per metasomatismo delle rocce preesistenti ad opera di emanazioni gassose provenienti da regioni più profonde (secondo i trasformisti).

## Problematiche

### La dislocazione delle rocce incassanti
Una difficoltà teorica che si oppone all'intrusione di un magma granitico, almeno per i maggiori batoliti, è la necessità del magma di trovare posto tra le rocce preesistenti. Un'iniezione forzata con dislocazione delle rocce incassanti è provata per i laccoliti ed altri corpi intrusivi analoghi, ma generalmente le rocce incassanti i corpi intrusivi di maggiori dimensioni non mostrano segni di dislocazione conseguente all'intrusione magmatica.
Secondo Reginald Aldworth Daly (18 marzo 1871 – 19 settembre 1957), geologo canadese, il magma in questi casi si intrude per sprofondamento in esso delle rocce sovrastanti frammentate in enormi blocchi. Effettivamente molti batoliti contengono, specie ai margini, blocchi distaccati nettamente dalla roccia incassante e in vari stadi di assimilazione nella massa granitica (xenoliti). D'altra parte la genesi dei maggiori batoliti granitici per metasomatismo allo stato solido di rocce preesistenti, o per fusione differenziale dei minerali delle rocce preesistenti a più basso punto di fusione (quarzo e feldspati), e la loro successiva ricristallizzazione in situ risolverebbero questo problema.

### La direzione dei cristalli allungati
Molti graniti in massicci circoscritti presentano tessitura orientata dei cristalli allungati e appiattiti (miche, anfiboli, ecc.), specie presso i margini dei corpi intrusivi: il rilevamento su vasta scala delle direzioni di allungamento o di appiattimento di tali cristalli ha mostrato che esse sono orientate parallelamente ai contorni del corpo intrusivo. Questo può probabilmente essere spiegato in seguito all'intrusione di un magma liquido, contenente in sospensione cristalli già separati, che si sono disposti durante il consolidamento seguendo i vasti moti convettivi del magma nella camera magmatica. Queste tessiture orientate non corrispondono generalmente alla scistosità delle rocce incassanti, e quindi non sono di origine metamorfica.

### La graduale variazione di composizione
La graduale variazione di composizione chimica e mineralogica, che è spesso possibile osservare nei punti di contatto tra granito e roccia incassante, è stata diversamente interpretata dai magmatisti e dai trasformisti.
Quando una intrusione granitica è delimitata da rocce ignee o metamorfiche basiche, come gabbri o anfiboliti, compaiono in queste ultime, nei punti di contatto, minerali propri delle rocce acide, quali plagioclasi sodici, feldspati potassici e quarzo.
Anche la composizione mineralogica del granito presso il contatto cambia, facendosi affine a quella delle granodioriti e tonaliti, come è stato frequentemente osservato ai margini di grandi batoliti granitici. Ciò è attribuibile ad una mutua contaminazione del magma in via di solidificazione e della roccia incassante.
Per quest'ultima si deve ammettere che la modificazione mineralogica sia avvenuta essenzialmente allo stato solido, per apporto di elementi alcalini e silice dal magma; analogamente alcuni elementi contenuti nei minerali delle rocce incassanti, come ferro e magnesio, sono migrati verso il magma granitico.
Le rocce calcaree a contatto con masse granitiche intrusive vengono trasformate in calcefiri, ricchi di silicati di calcio, ferro e magnesio, e anche in questo caso vi è apporto di elementi dal magma, avvenuto durante il consolidamento della roccia granitica. Il magma granitico, nel corso di questo processo, si impoverisce di silice, e quindi la percentuale di altri ossidi, compresi gli alcali, aumenta: di conseguenza al contatto con rocce calcaree possono cristallizzare sieniti, talora con pirosseni e anfiboli sodici, e con feldspatoidi.

#### La spiegazione dei magmatisti
La contaminazione reciproca fra roccia incassante e magma granitico può essere in accordo con l'origine di molti graniti da un magma liquido, tanto più che è analoga a quanto si osserva, con minore intensità, alla periferia di rocce intrusive basiche, per le quali l'origine da un magma non è messa in dubbio.

#### La spiegazione dei trasformisti
D'altra parte alcuni sostenitori dell'origine metasomatica del granito spiegano diversamente questi fenomeni. Lo studio mineralogico e chimico dettagliato del contatto granito-roccia incassante ha permesso di esprimere quantitativamente la contaminazione reciproca attraverso dei gradienti di composizione chimica.
La prima modificazione della roccia preesistente sarebbe una modificazione del contenuto in silice, conseguente ad una feldspatizzazione di rocce quarzose (soprattutto arenarie quarzose) o ad una introduzione di calcio, ferro e magnesio, in vari tipi di rocce.
In questa prima fase aumenta anche la percentuale degli alcali, oltre che del ferro e del magnesio, e di elementi presenti in quantità minori e caratteristici delle rocce granitiche, come titanio, fosforo e manganese. Gli elementi leggeri come potassio e sodio, necessari a modificare la composizione chimica di rocce preesistenti, proverrebbero, secondo i trasformisti, da livelli profondi della crosta terrestre, e migrerebbero come ioni attraverso i cristalli delle rocce preesistenti, ma soprattutto lungo le superfici di discontinuità dei reticoli, rappresentate dai limiti tra i cristalli.
Questo "fronte sialico" di granitizzazione provocherebbe delle variazioni mineralogiche nelle rocce che attraversa, rendendone la composizione progressivamente più simile a quella granitica, ed espellendone gli elementi non in accordo con la composizione chimica del granito stesso (ferro, magnesio, calcio) i quali formerebbero a loro volta un "fronte femico" in movimento davanti a quello sialico, producendo una basificazione temporanea delle rocce che attraversa.
Ciò sarebbe in accordo con l'osservazione che spesso gli xenoliti inclusi nel granito presentano una concentrazione di minerali femici (biotite) ai margini.

#### Elementi contrari alla spiegazione dei trasformisti
In realtà la diffusione ionica allo stato solido è efficace solo su brevi distanze, dell'ordine dei millimetri o dei centimetri, come provano esperimenti di laboratorio. Inoltre le rocce ignee contengono spesso minerali zonati (plagioclasio e pirosseno), con forti differenze di composizione chimica su brevissime distanze, che non sono state eliminate da nessuna migrazione ionica.
Ancora, spesso l'aureola metamorfica di contatto delle intrusioni granitiche non mostra tracce di metasomatismo, cioè di apporto ed allontanamento di sostanze, ma solo di un metamorfismo termico isochimico, avvenuto cioè senza sostanziali modifiche della composizione chimica delle rocce.

#### Elementi a favore della spiegazione dei trasformisti
D'altra parte alcuni fenomeni di transizione graduale ai margini delle masse granitiche sembrano sostenere l'ipotesi dei trasformisti. Talvolta le rocce metamorfiche incassanti i graniti sono ricche di grossi cristalli di feldspato potassico, identico a quello presente in fenocristalli nel granito, presso il contatto, ed entro xenoliti di rocce preesistenti inglobati nel granito. Questo fenomeno dimostrerebbe una feldspatizzazione avvenuta su una roccia preesistente allo stato solido, ma potrebbe anche essere dovuto ad una limitata migrazione di ioni potassio per diffusione solida o per mezzo di agenti volatili pneumatolitici, provenienti da un magma in via di consolidamento.
In regioni costituite essenzialmente da rocce sedimentarie profondamente trasformate per metamorfismo regionale, sono spesso presenti massicci granitici stratiformi, che lateralmente passano ad arenarie metamorfosate. Ciò ha fatto pensare che il granito provenga o da fusione selettiva di rocce, la cui composizione mineralogica o chimica fosse simile a quella del granito stesso, oppure da granitizzazione metasomatica per apporto di elementi alcalini e alluminio, che avrebbe agito selettivamente: quest'ultima ipotesi sarebbe in accordo con l'osservazione che la feldspatizzazione di rocce incassanti masse granitiche avviene di preferenza su rocce originariamente arenacee.
Tuttavia, anche in questo caso, potrebbe invece trattarsi di un'intrusione di magma che ha seguito alcuni livelli, dissolvendoli e assimilandoli selettivamente. Spesso poi si osserva che corpi granitici stratiformi includono lenti e strati di rocce la cui composizione è molto diversa da quella del granito, come le quarziti.

## Esistenza di magmi granitici fluidi
L'esistenza di magmi granitici fluidi è provata:
- dai fenomeni di metamorfismo termico sulle rocce incassanti;
- dagli aspetti marginali degli ammassi granitici, con strutture microgranulari da raffreddamento rapido e giaciture filoniane;
- dalla composizione chimica dei graniti, che spesso corrisponde a quella dell'eutettico del sistema quarzo-ortoclasio-albite, la miscela che rimane più a lungo fluida durante il raffreddamento;
- dalla composizione mineralogica omogenea di molte masse granitiche;
- soprattutto dall'identità di composizione chimica con le rocce effusive acide, che evidentemente si sono formate per raffreddamento in superficie di un magma granitico.

## Formazione del magma granitico
Attraverso l'opera di valenti studiosi, come il finlandese Pentti Eelis Eskola (1883-1964) e lo svizzero C. Eugene Wegmann (1896-1982), negli anni settanta si è giunti ad una serie di ipotesi che mettono in relazione la formazione del granito con gli imponenti fenomeni di metamorfismo che avvengono nei livelli inferiori della crosta terrestre, a profondità di venti o trenta km, e che possono essere studiati laddove il diastrofismo ha sollevato intere regioni terrestri e l'erosione ha portato alla luce i livelli originariamente più profondi. Queste teorie, benché diverse nei particolari, concordano nel ritenere che il magma granitico si formi per fusione differenziale delle rocce preesistenti, portate da fenomeni di subsidenza in zone dove la temperatura raggiunge quella necessaria per la fusione dei minerali sialici, cioè circa 700 °C.
Parte del magma così formato cristallizza in situ, dando origine a migmatiti, costituite dai residui non fusi delle rocce preesistenti (minerali femici o basici) e da vene e piccoli livelli di minerali sialici fusi e non ricristallizzati. Dove la fusione o anatessi differenziale è più intensa, si forma un magma di anatessi, cioè una massa mobile costituita da una mescolanza di fuso sialico prevalente e di cristalli di minerali femici non disciolti. Il magma di anatessi ha capacità di intrudersi in rocce sovrastanti, formando corpi granitici con giacitura discordante rispetto alle rocce incassanti, ma cristallizzati non lontano dal luogo della fusione differenziale.
In complesso però i graniti formati in zone profonde della crosta terrestre sono concordanti con le strutture delle rocce incassanti, verso le quali hanno limiti sfumati e costituiti da vaste zone di migmatiti. Sia graniti che rocce incassanti mostrano di essersi originati allo stesso livello nella crosta terrestre, contengono cioè minerali stabili a grandi profondità.
Una parte del magma di anatessi, eventualmente accompagnato da quantità più o meno grandi di minerali non disciolti, può migrare in livelli superiori a quelli dove avviene la fusione differenziale, ed intrudersi in giacitura discordante nelle rocce preesistenti, le quali, se metamorfiche, presentano un grado di metamorfismo regionale inferiore a quello degli gneiss che ne includono i "graniti concordanti".
Queste intrusioni di magma granitico possono essere precedute e accompagnate dalla formazione di migmatiti provenienti da iniezione di magma e non da liquefazione e ricristallizzazione in situ dei minerali a più basso punto di fusione.
Si può anche ammettere l'esistenza di fronti metasomatici, determinati dalla migrazione, per diffusione ionica o per processi pneumatolitici, di elementi leggeri (metalli alcalini e silicio) provenienti dal magma e responsabili di alcuni fenomeni di granitizzazione delle rocce incassanti le intrusioni granitiche. Questa sarebbe l'origine dei "graniti in massicci circoscritti", gli unici per i quali anche i sostenitori delle teorie trasformate riconoscono un'origine magmatica.